# گردتپه (بوکان)
گرد تپه مربوط به سده‌های ۶ تا ۸ ه.ق است و در شهرستان بوکان، بخش مرکزی، دهستان آختاچی، روستای عباس‌آباد واقع شده و این اثر در تاریخ ۷ اسفند ۱۳۸۵ با شمارهٔ ثبت ۱۷۷۵۷ به‌عنوان یکی از آثار ملی ایران به ثبت رسیده است.